# Notholca laurentiae
Notholca laurentiae är en hjuldjursart som beskrevs av Stemberger 1976. Notholca laurentiae ingår i släktet Notholca och familjen Brachionidae. Inga underarter finns listade i Catalogue of Life.